# جسر دير الزور المعلق

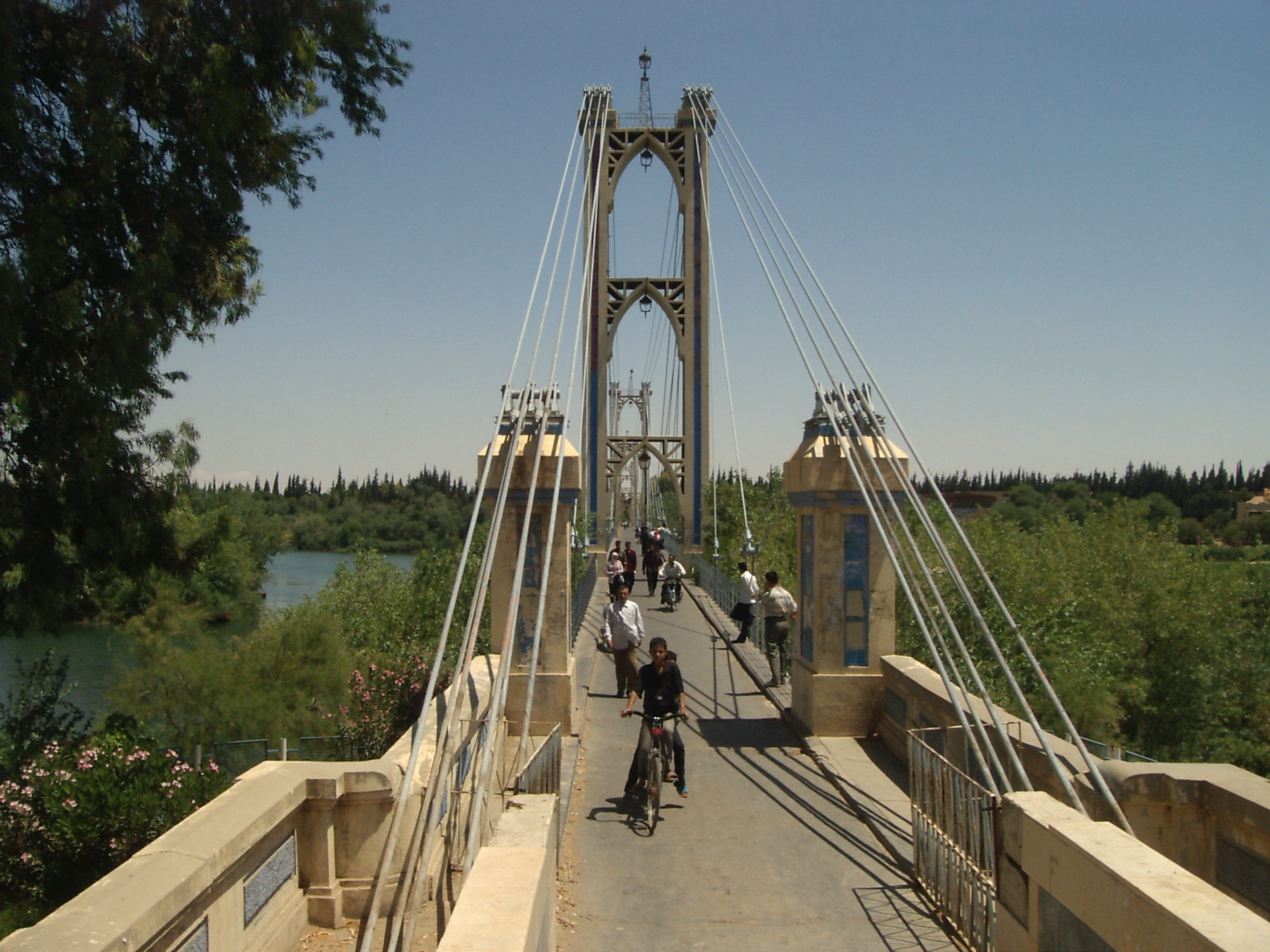
جسر دير الزور المعلق.

جسر دير الزور المعلق هو أحد جسور مدينة دير الزور، بدأ العمل على إنشائه أيام الاحتلال الفرنسي عام 1925 وافتتح عام 1931 ودمر خلال الثورة السورية من قبل جيش النظام السوري في عام 2013.

## تاريخه

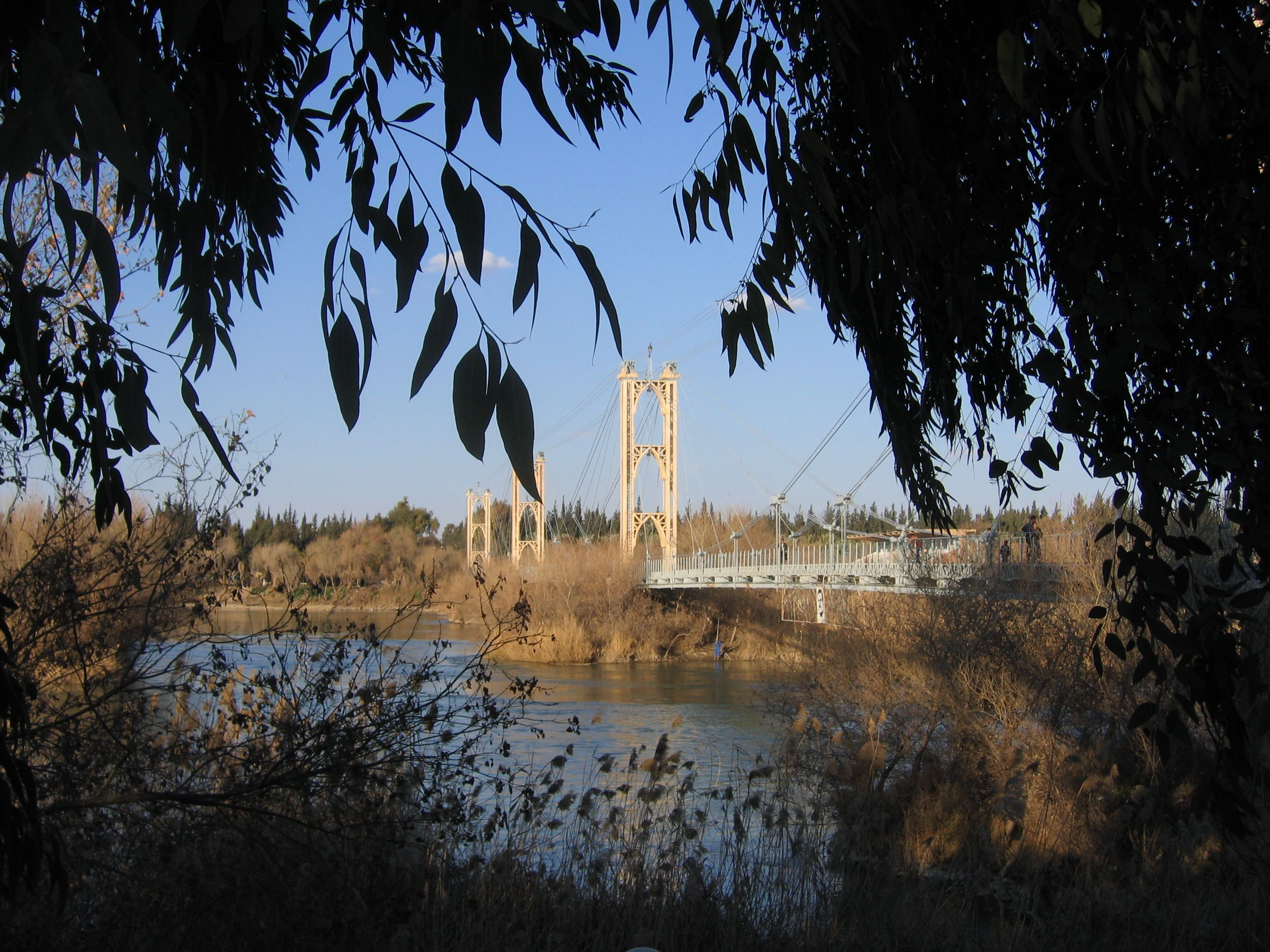
جسر دير الزور المعلق

يعتبر أهم معلم أثري في مدينة دير الزور، ويعود تاريخ بنائه إلى زمن الإنتداب الفرنسي حيث بدء بنائه عام 1925، واستخدم في بنائه الاسلوب الغربي في بناء الجسور المعلقة، قام بتعهد الجسر الشركة الفرنسية للبناء والتعهدات تحت إشراف المهندس الفرنسي مسيو فيفو، واستمر بنائه 6 سنوات مات خلالها عدد من أبناء المدينة، وهناك من كبار السن في دير الزور من يقول إن بعضا من العمال سقطوا داخل الكتل الخرسانية التي تحمل الجسر أثناء سكب الإسمنت فيها ولا تزال جثثهم داخلها حتى الآن، وقد انهت الشركة الفرنسية بناء الجسر في شهر أذار سنة 1931 ويعتبر ثاني جسر معلق في العالم بعد جسر يقع في جنوب فرنسا، وأطلق عليه الجسر الجديد وذلك للتفريق بينه وبين الجسور الأخرى عرِف بعد ذلك بالجسر المعلق أو جسر دير الزور المعلق.
ويمتاز هذا الجسر العظيم بركائزه الحجرية الأربعة الباشقة، تربطها ببعضها قضبان معدنية فولاذية قاسية ربطت بعضها ربطاً محكماً وجميلاً بأسلوب هندسي بديع، ويبلغ ارتفاع كل ركيزة 36 متراً، أما طول الجسر فيبلغ 450 متراً وعرضه 4 أمتار، وقد كلف إنشاء هذا الجسر مليون وثلث المليون ليرة سورية في ذلك الحين، وفي عام 1947 نُوِر بالكهرباء وفي عام 1955 صبغ باللون الأصفر وأنير الجسر بأنوار ملونه في غاية الجمال تنعكس ليلاً على مياه النهر، وفي عام 1980 منع من السير عليه بالسيارات والدراجات النارية وكانت عملية مرور السيارات على الجسر المعلق قبل ذلك التاريخ تنظم عبر استخدام الهاتف بين عامليْن كل منهما يتمركز في طرف من طرفي الجسر، يخبر أحدهما الآخر بمرور سيارة من جهته إلى الجهة الأخرى، فيمنع العامل الآخر مرور السيارات حتى وصولها إليها وهكذا.

## مكانته لدى أهالي المدينة
وللجسر المعلق خصوصية كبيرة عند أهالي دير الزور إذ طالما ذكر في قصائد الشعراء ولطالما كان لأهالي المدينة ذكريات هناك فلا يكاد يخلو منزل في دير الزور من صور أفراده إما أثناء قفزهم منه باتجاه النهر للسباحة، وإما جلسة عائلية (لمّة) أو صورة ذكرى لمتزوجين حديثاً، وإما مجرد لقاء عابر لأصدقاء، بل إنه من عادة أهل دير الزور حين زف عروس إلى زوجها أن يأخذوها لتسير فوق الجسر أو تمر بالقرب منه أثناء الزفة.

## تدميره
وفي أوائل أيار عام 2013 دُمّر الجسر المعلق عبر استهداف الدعامة الثالثة له مباشرة بقذائف مدفعية جيش النظام السوري، الأمر الذي تسبب في تدمير الأسلاك الحاملة لبدن الجسر وانهياره بشكل كامل، وبقاء الدعامات الحاملة شاهدة على ما حدث.